# Labo
Labo es un municipio en la provincia de Camarines Norte en Filipinas. Conforme al censo del 2000, tiene 81,388 habitantes.

## Idiomas
El tagalo es el idioma principal del municipio. Se habla bicolano también.

## Economía
Labo, situada en el centro de la provincia Camarines Norte, sirve como el foco agrícola de esta provincia. 390.39 km² (65.17% de la superficie terrestre del municipio) se dedica a la producción de cultivos, principalmente el coco y el arroz. Se produce popularmente también bananas, piñas y pilis.
Es abundante de recursos naturales como el oro, níquel, hierro, arenas de magnetita, cobre, plomo y manganeso.
Otras industrias incluyen la manifactura de baros, joyas y accesorias, bebidas, muebles, artesanías y turismo.

## Barangayes
Labo se divide administrativamente en 52 barangayes.
| - Anameam - Awitan - Baay - Bagacay - Bagong Silang I - Bagong Silang II - Bakiad - Bautista - Bayabas - Bayan-bayan - Benit - Anahaw (Población) - Gumamela (Población) - San Francisco (Población) - Kalamunding (Población) - Bulhao - Cabatuhan - Cabusay | - Calabasa - Canapawan - Daguit - Dalas - Dumagmang - Exciban - Fundado - Guinacutan - Guisican - Ibérica - Lugui - Mabilo I - Mabilo II - Macogon - Mahawan-hawan - Malangcao-Basud - Malasugui | - Malatap - Malaya - Malibago - Maot - Masalong - Matanlang - Napaod - Pag-asa - Pangpang - Pinya (Población) - San Antonio - Santa Cruz - Bagong Silang III (Silang) - Submakin - Talobatib - Tigbinan - Tulay na Lupa |

- Datos: Q356708
- Multimedia: Labo, Camarines Norte / Q356708

1. ↑  Worldpostalcodes.org, código postal n.º 4604.